# AS Central Sport
AS Central Sport is een voetbalclub uit Papeete, Tahiti. Central Sport speelt in de Tahiti Division Fédérale en is ook recordkampioen in deze competitie.

## Erelijst
Tahiti Division Fédérale (21): 1955, 1958, 1962, 1963, 1964, 1965, 1966, 1967, 1972, 1973, 1975, 1976, 1977, 1978, 1979, 1981, 1982, 1983, 1985, 2018
Beker van Tahiti (18): 1950, 1953, 1954, 1957, 1961, 1962, 1966, 1967, 1973, 1975, 1976, 1977, 1979, 1981, 1983, 1988, 1995